# Yonora
Yonora är en ort i Mexiko.   Den ligger i kommunen Mezquital och delstaten Durango, i den centrala delen av landet, 700 km nordväst om huvudstaden Mexico City. Yonora ligger 1 622 meter över havet och antalet invånare är 160.
Terrängen runt Yonora är kuperad åt sydost, men åt nordväst är den bergig. Runt Yonora är det mycket glesbefolkat, med 3 invånare per kvadratkilometer. Närmaste större samhälle är Santa María Magdalena de Taxicaringa, 18,6 km väster om Yonora. I omgivningarna runt Yonora växer huvudsakligen savannskog.